# Kogalym
Kogalym (rusky Когалым, chantyjsky Когым) je město v Chantymansijském autonomním okruhu – Jugře v Ruské federaci. Leží v Západosibiřské rovině severně od Obu, zhruba 352 kilometrů na severovýchod od Chanty-Mansijska a 125 kilometrů severovýchodně od Surgutu.

## Historie
Město bylo založeno v roce 1975 v souvislosti s rozvojem těžby na místních ropných polích v okolí. Od 15. srpna 1985 má statut města. Ekonomika města je dodnes založena na těžbě ropy a je zde také ředitelství lokální pobočky Lukoilu.
V roce 1991 zde byl zvolen starostou pozdější starosta Moskvy Sergej Sobjanin.

## Fotogalerie

Sibiřský mráz: Kogalym při −60 °C, leden 2006
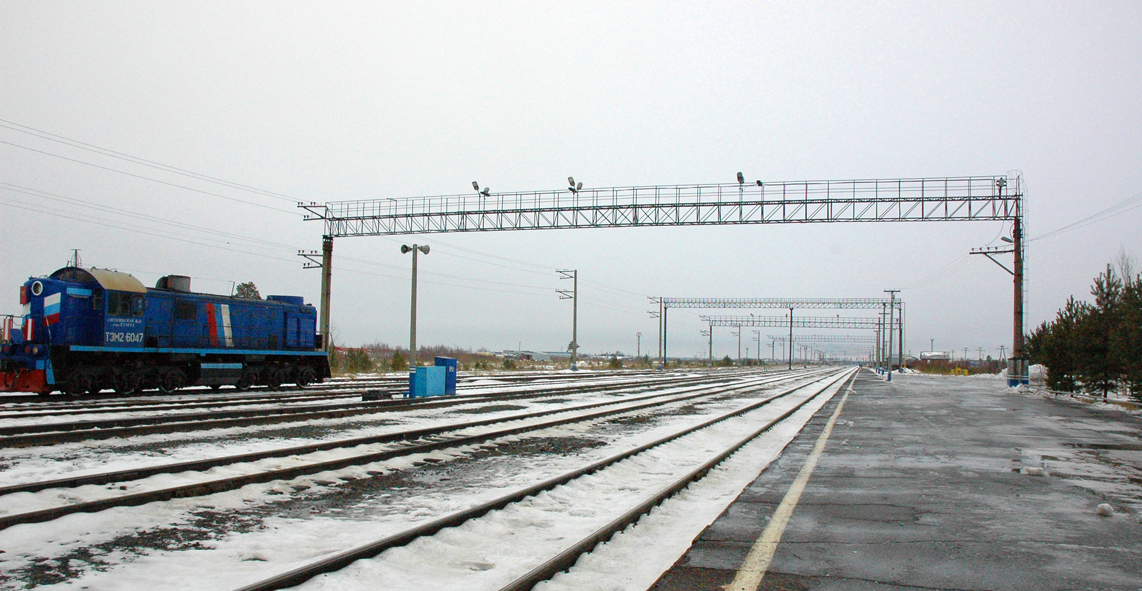
Kolejiště v železniční stanici Kogalym
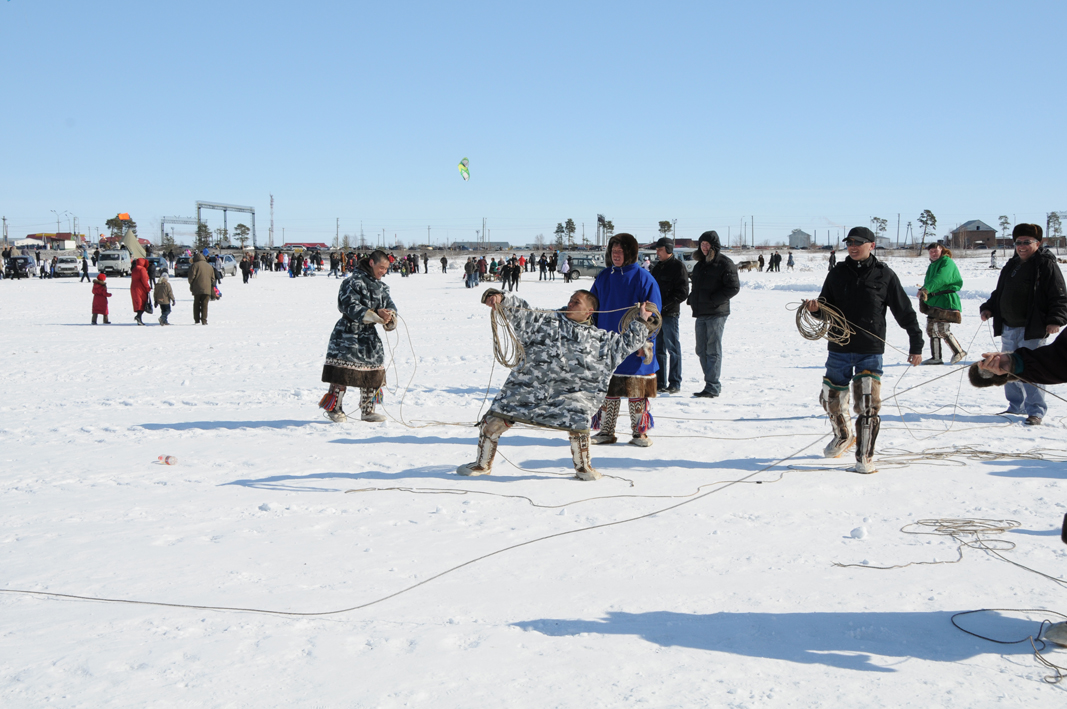
Oslavy Dne chovatelů sobů (rusky "День оленевода") v roce 2010
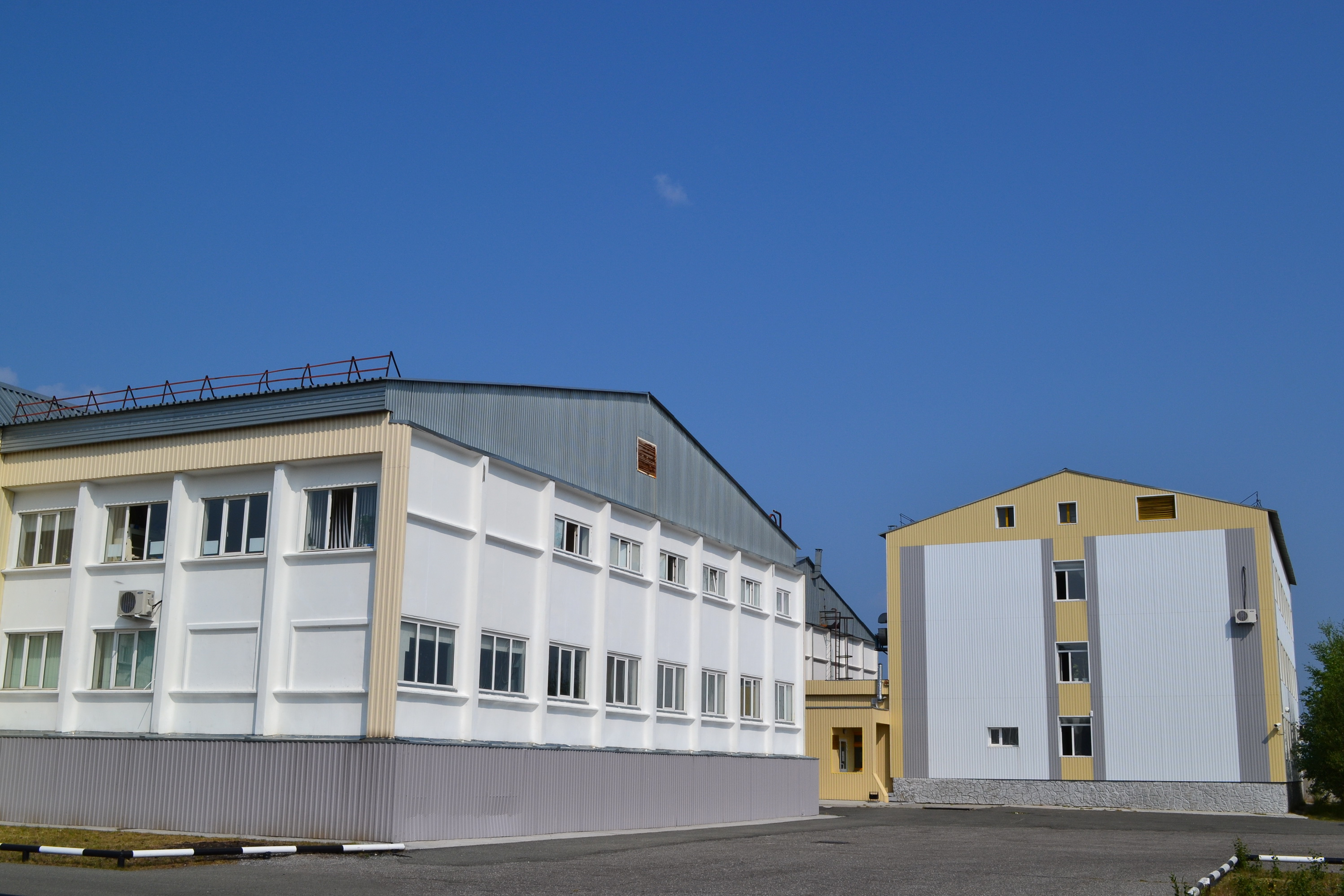
Výzkumné pracoviště pro studium hornin a plastických hmot
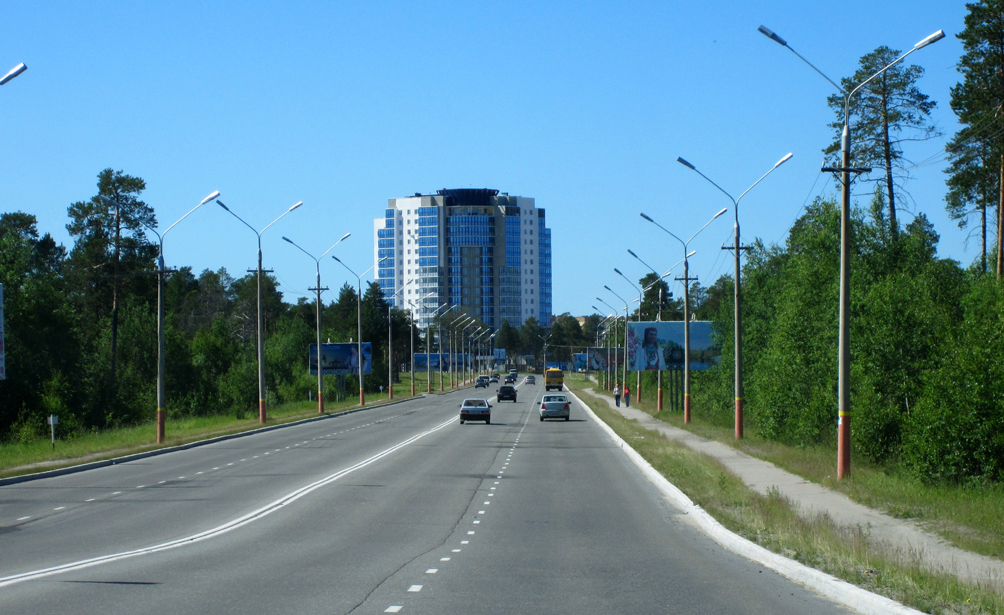
Jedna z výškových budov v centru města